# Annie Lorrain Smith
Annie Lorrain Smith (Liverpool, 23 ottobre 1854 – Londra, 7 settembre 1937) è stata una micologa e lichenologa britannica.
La sua opera Lichens (1921) fu un testo di riferimento essenziale per parecchi decenni. Fu anche membro fondatore della British Mycological Society, di cui fu presidente per due volte.

## Biografia
Sebbene fosse nata a Liverpool, la sua famiglia viveva nel rurale Dumfries e Galloway, dove suo padre Walter era ministro della Free Church of Scotland nella parrocchia di Half Morton, alcune miglia a nord di Gretna Green.
La Smith ebbe parecchi fratelli di grande talento, tra i quali il patologo James Lorrain Smith.
Dopo aver terminato gli studi a Edimburgo, si recò all'estero per studiare francese e tedesco, lavorando poi come istitutrice.
In seguito, si trasferì a Londra, dove attorno al 1888 iniziò a studiare Botanica, frequentando presso il Royal College of Science la classe del professore D. H. Scott.
Questi le trovò un'occupazione presso il British Museum, ma la Smith era pagata mediante un fondo speciale, in quanto le donne non potevano essere ufficialmente assunte lì.
Nell'ambito del suo lavoro, identificò e descrisse varie specie di funghi provenienti sia dal Regno Unito, sia dall'estero.
Inoltre, lavorò nell'herbarium crittogamico del museo.
Nel 1904 fu tra le prime donne ad essere ammesse come Fellows della Linnaean Society a seguito di un cambiamento dello statuto della Società.
Il suo interesse nella Lichenologia si ampliò nel 1906, quando accettà di completare una Monograph of the British Lichens lasciata incompleta da James Crombie.
Questo lavoro portò alla pubblicazione del suo Handbook of British Lichens illustrato (1921), un'opera chiave per tutti i licheni britannici noti, opera unica per i successivi 25 anni. Nello stesso anno fu pubblicato Lichens, che fu rapidamente adottato come testo di riferimento.

### Impegno sociale
La Smith si impegnò a favore delle cause del suffragio alle donne e dei diritti delle donne.
Vi lavorò per parecchi anni e nel 1931, quasi settantasettenne, ottenne come onorificenza una pensione civile "in riconoscimento dei suoi servizi per la scienza botanica".
Nel 1934 fu nominata OBE: "Miss Annie Lorrain-Smith, F. L. S. For contributions to mycology and lichenology".